# Hustisford (hrabstwo Dodge)
Hustisford – wieś w Stanach Zjednoczonych, w stanie Wisconsin, w hrabstwie Dodge.